# Tituly a vyznamenání Josého Manuela Barrosa
José Manuel Durão Barroso, portugalský politik a bývalý předseda Evropské komise, obdržel během svého života řadu ocenění a čestných akademických titulů.

## Vyznamenání

### Portugalská vyznamenání
- velkokříž Řádu Kristova – 8. června 1996[2]
- velkokříž s řetězem Řádu prince Jindřicha – 3. listopadu 2014[2]

### Zahraniční vyznamenání
- Albánie
  -  Řád národního praporu – 2015 – udělil prezident Bujar Nishani[3]
- Brazílie
  -  velkokříž Řádu Jižního kříže – 22. srpna 1991[4]
  -  velkokříž Řádu Rio Branco – 25. července 1996[4]
- Bulharsko
  -  Řád Stará planina I. třídy – 2008
- Estonsko
  -  Řád kříže země Panny Marie I. třídy – 4. února 2009[5]
- Finsko
  -  velkokříž Řádu finského lva – 8. března 1991
- Francie
  -  velkodůstojník Řádu čestné legie – 9. července 2014 – udělil prezident François Hollande[6]
- Guinea-Bissau
  -  Řád za zásluhy – 4. listopadu 1993
- Island
  -  velkokříž Řádu islandského sokola – 4. června 1993[7]
- Kazachstán
  -  Řád přátelství I. třídy – 5. května 2015 – udělil prezident Nursultan Nazarbajev za přínos k posílení míru, přátelství a spolupráce mezi národy[8]
- Litva
  -  velkokříž Řádu Vitolda Velikého – 14. června 2007[9]
- Maďarsko
  -  velkokříž Záslužného řádu Maďarské republiky – 10. října 2002
- Malta
  -  čestný člen Řádu Xirka Ġieħ ir-Repubblika – 10. října 1994[10]
- Maroko
  -  velkokříž Řádu Ouissam Alaouite – 20. února 1995
- Německo
  -  velkokříž Záslužného řádu Spolkové republiky Německo – 12. listopadu 1990
- Nizozemsko
  -  velkokříž Řádu Oranžské dynastie – 25. března 1992
  -  velkokříž Řádu dynastie Oranžsko-Nasavské
- Peru
  -  velkokříž Řádu peruánského slunce – 29. listopadu 1994
- Pobřeží slonoviny
  -  velkodůstojník Národního řádu Pobřeží slonoviny – 18. března 1991
- Polsko
  -  velkokříž Řádu za zásluhy Polské republiky – 30. června 2004 – udělil prezident Aleksander Kwaśniewski za vynikající služby při rozvoji polsko-portugalské spolupráceě[11]
- Slovensko
  -  Řád bílého dvojkříže II. třídy – 30. dubna 2014 – udělil prezident Ivan Gašparovič[12]
- Spojené království
  -  čestní rytíři-komandéři Řádu svatého Michala a svatého Jiří – 17. července 1994
- Španělsko
  -  velkokříž Řádu za občanské zásluhy – 27. října 1993
  -  velkokříž Řádu Karla III. – 14 .listopadu 2011 – udělil král Juan Carlos I.[13]
- Tunisko
  -  velkostuha Řádu republiky – 26. října 1993
- Ukrajina
  -  Řád svobody – 21. srpna 2015 – udělil prezident Petro Porošenko za významný osobní přínos k posílení mezinárodní prestiže ukrajinského státu, popularizaci jeho historického dědictví a moderního dědictví a u příležitosti 24. výročí nezávislosti Ukrajiny[14]
- Východní Timor
  -  řetěz Řádu Východního Timoru – 2010

### Ostatní ocenění
- rytíř velkokříže Maltézského záslužného řádu – Suverénní řád Maltézských rytířů, 21. července 1989
- Zlatá medaile Nadace Jeana Monneta pro Evropu – 2014

## Akademické tituly
- doctor honoris causa na Roger Williams University, 2005
- doctor honoris causa na Georgetownské univerzity
- doctor honoris causa politických věd na Janovské univerzitě, 2006
- doctor honoris causa práv na Univerzitě v Kobe, duben 2006
- doctor honoris causa sociálních a humanitních věd na Universidade Candido Mendes v Rio de Janeirou, červen 2006
- doctor honoris causa věd na Edinburské univerzitě, listopad 2006[15]
- doctor honoris causa na Ekonomické fakultě Univerzity La Sapienza, leden 2007
- doctor honoris causa na Szkoła Główna Handlowa w Warszawie, listopad 2007[16]
- doctor honoris causa na Pontifikální katolické univerzitě v São Paulu
- čestný doktor práv na University of Liverpool
- doctor honoris causa na Université Nice Sophia Antipolis, listopad 2008
- doctor honoris causa na Univerzitě Tomáše Bati ve Zlíně, duben 2009[17]
- doctor honoris causa na Technické univerzitě v Saské Kamenici, 8. května 2009 – za zásluhy o rozšiřování Evropské unie na východ[18][19]
- doctor honoris causa veřejných a mezinárodních věcí na University of Pittsburgh, září 2009
- doctor honoris causa na Estácio de Sá Universities, červenec 2010
- doctor honoris causa na Lodžské univerzitě, říjen 2010
- doctor honoris causa na Ženevské univerzitě, říjen 2010
- doctor honoris causa na Bukurešťské univerzitě, listopad 2010
- doctor honoris causa na Státní univerzitě v Baku, leden 2011
- doctor honoris causa na Univerzitě Luisse Guida Carliho v Římě, březen 2011
- doctor honoris causa na Ghentské univerzitě, březen 2011
- doctor honoris causa na Universitatea de Vest din Timișoara, leden 2016